# Filmový festival v Tallinnu
Filmový festival v Tallinnu (estonsky Pimedate Ööde filmifestival, zkráceně PÖFF) je každoroční filmový festival, který se koná v listopadu v Tallinnu. Byl založen v roce 1997 se zaměřením na severský film. S přibližně 250 celovečerními filmy, 300 krátkými filmy a přibližně 80 000 návštěvníky ročně jde o největší filmový festival v severní Evropě a Pobaltí. Jedná se o festival akreditovaný FIAPF s mezinárodní soutěží.

## Velká cena za nejlepší film
- 2004: Šiza, režie Gulshat Omarova
- 2005: Šanghajské sny, režie Wang Xiaoshuai
- 2006: Všechny polohy lásky, režieDaniel Sánchez Arévalo
- 2007: Takva, režie Özer Kızıltan
- 2008: Hlad, režie Steva McQueen
- 2009: Ajami, režie Scandar Copti, Yaron Shani
- 2010: Moje štěstí, režie Sergej Loznitsa
- 2011: Jednoduchý život, režie Ann Hui
- 2012: Dům s věžičkou, režie Eva Nejman
- 2013: Velká nádhera, režie Paolo Sorrentino
- 2014: Lucifer, režie Gust Van den Berghe
- 2015: Sado, režie Lee Joon-ika
- 2016: Tiché srdce, režie Eitan Anner
- 2017: Tunku Kyrsyk, režie Temirbek Birnazarov
- 2018: Niña errante, režie Rubén Mendoza
- 2019: Kontora, režie Anshul Chauhan
- 2020: Strach, režie Ivajlo Hristov
- 2021: Drahý Thomasi, režie Andreas Kleinert
- 2022: Na cestě s mámou, režie Hilmar Oddsson
- 2023: Misericordia, režie Emma Dante
- 2024: Chimeeguy khotyn zoloocs, režie Janchivdorj Sengedorj